# Dve viski
Dve viski (Russisch: Две виски; "twee viska's") is een gehucht (selo) in het zuidoosten van de oeloes Nizjnekolymski in het noordoosten van de Russische autonome republiek Jakoetië. De plaats ligt aan de linkeroever (westzijde) van de rivier de Grote Anjoej, ten zuiden van de instroom van twee riviertjes (de viska Nizjnaja en de viska Verchnaja; betekenis resp. 'Beneden' en 'Boven') die een aantal meertjes verbinden met de Grote Anjoej (de Nizjnaja tevens met de Kolyma) en vlak bij elkaar uitstromen in de Grote Anjoej. Een dergelijk verbindingsriviertje werd vroeger in het Siberisch Zurjeens (Komi) een viska genoemd.
De plaats ligt op 105 kilometer van het oeloescentrum Tsjerski en 60 kilometer van het naslegcentrum Pochodsk (nasleg Pochodski). In 2001 telde het 4 inwoners. De inwoners zijn vooral vissers.
Bestuurlijk centrum: Tsjerski

Ambartsjik · Androesjkino · Dve viski · Jermolovo · Kolymskoje · Krestovaja · Michalkino · Nizjnekolymsk · Petoesjki(†) · Pochodsk · Timkino · Tsjoekotsjja